# Акролит

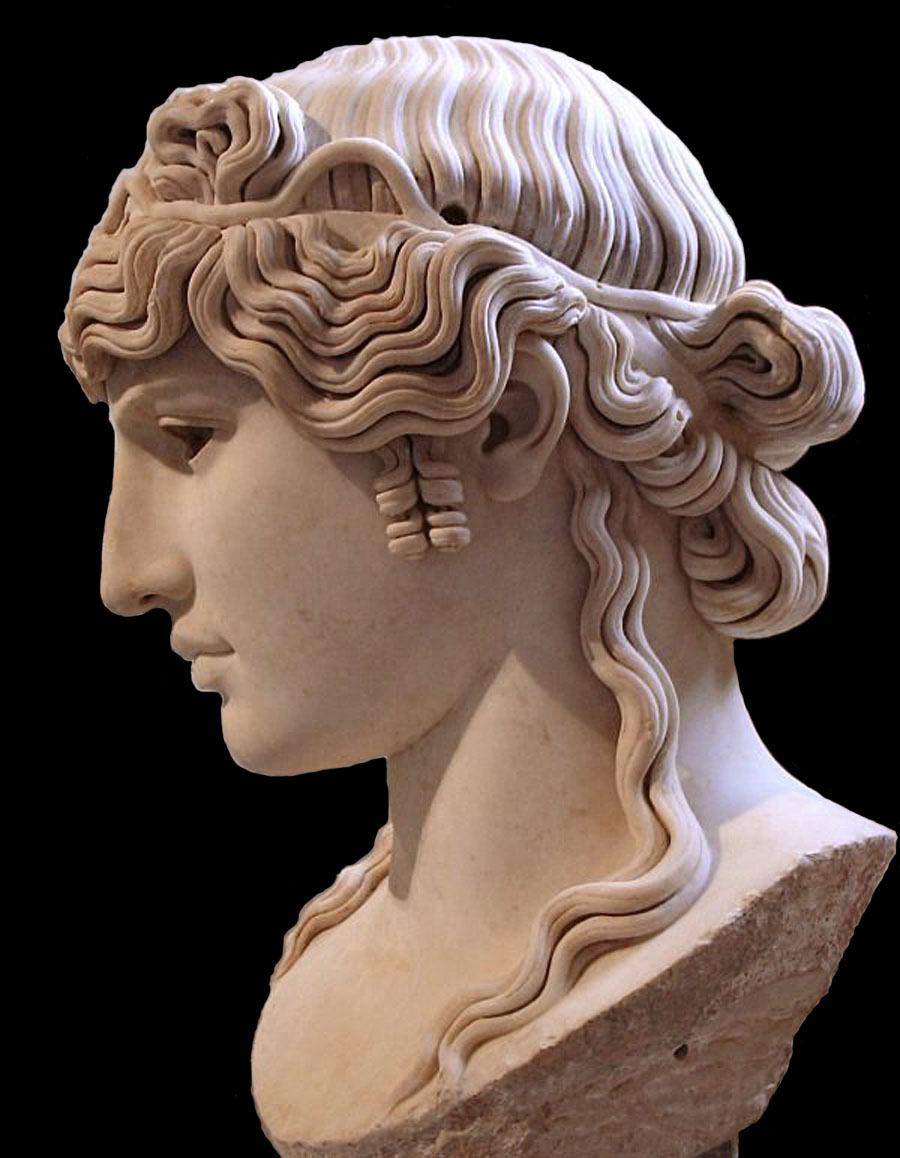
«Антиной с виллы Мондрагоне» был восстановлен акролитическим методом: голова из мрамора и бюст из древесины

Акролит (др.-греч. ἄκρος — крайний и λίθος — камень) — смешанная техника, использовавшаяся в античной скульптуре, при которой обнажённые части статуи изготавливались из мрамора, а одежда — из раскрашенного или позолоченного дерева. Туловище (основной скрытый каркас статуи) также могло быть деревянным.
Техника часто использовалась для колоссальных статуй, значительно уменьшая расходы на их возведение. До наших дней от подобных статуй дошли в основном только мраморные фрагменты, поскольку деревянные части подвержены гниению, а бронза обычно изымалась охотниками за цветными металлами в Тёмное Средневековье.

## Известные статуи
- Афина Арея (Платеи)
- Антиной Мондрагонский
- Колосс Константина
- Гера Фарнезе

## Скульпторы
- Дамофон — создавал статуи для святилищ городов Пелопоннеса, в том числе Мессены, Эгия и Мегалополя.